# パウル・ウィントレベール
パウル・ウィントレベール（仏: Paul Wintrebert、1867年7月28日 - 1966年5月3日）はフランスの発生学者であり、発生生物学の理論家である。

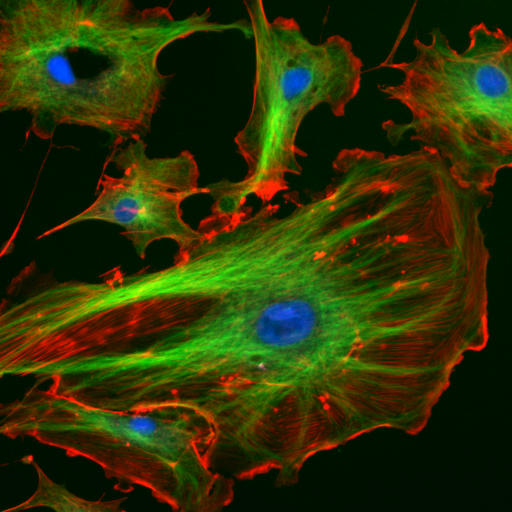
真核生物の細胞骨格。
アクチンフィラメント
微小管
細胞核

1931年に「細胞骨格（cytosquelette）」という用語を創った。
彼は急進的なエピジェネティックな見解を持っていた。60年代に生命過程と生物に関する自身の立場を述べた次の三部作を出版し、その中で生命過程と生きている存在についての立場を述べている。
- 『Le vivant créateur de son évolution（生物は自らの進化の創造者である）』（1962年）
- 『Le développement du vivant par lui-même（生物の自己発達）』（1963年）
- 『L'existence délivrée de l'existentialisme （実存主義から解放された存在）』（1965年）[3]。

## 突然変異主義的進化論を批判
ウィントレベールは突然変異主義的進化論を批判していた。その見解は「生化学的ラマルク主義」と評されている。